# Cù Mông (przełęcz)
Przełęcz Cù Mông (wiet. Đèo Cù Mông) – górska przełęcz w Wietnamie na granicy prowincji Bình Định i  Phú Yên w Regionie Wybrzeża Południowo-Środkowego (wiet.:Nam Trung Bộ). Przełęcz Cù Mông jest położona na drodze 1A, głównej drodze biegnącej wzdłuż wybrzeża Wietnamu, przecinającej w tym miejscu boczne pasmo gór Annamskich. Siedmiokilometrowy odcinek przez przełęcz Cù Mông należy do najtrudniejszych z 1250 km drogi 1A.
Na przełęcz Cù Mông warto zwrócić uwagę ze względów historycznych. Do tego miejsca wycofał swoje wojska cesarz Wietnamu Lê Thánh Tông po zdobyciu Czampy w 1471 r. Granica ustalona na przełęczy Cù Mông przetrwała do 1611 r.